# 土用丑日
土用丑日或土用丑之日（日语：／ Doyō no Ushi no Hi）是土用期間的丑日。
一年(360日)五季（木、火、土、金、水），每季72天。一年有4次土用，春、夏、秋、冬各一次，每次土用約為18日，於四立（立夏・立秋・立冬・立春）直前約18日。現時土用丑日多指夏季之土用丑日。按十二地支記日法，一年中的夏之土用的18日內會有1日或2日丑日（平均1.57日），若有2日的狀況，會各稱作「一之丑」和「二之丑」。

## 日期
每年夏季的土用丑日落在7月19日～8月7日之間。
| 年     | 一之丑  | 二之丑  |
| ------ | ------- | ------- |
| 2001年 | 7月25日 | 8月6日  |
| 2002年 | 7月20日 | 8月1日  |
| 2003年 | 7月27日 | 無      |
| 2004年 | 7月21日 | 8月2日  |
| 2005年 | 7月28日 | 無      |
| 2006年 | 7月23日 | 8月4日  |
| 2007年 | 7月30日 | 無      |
| 2008年 | 7月24日 | 8月5日  |
| 2009年 | 7月19日 | 7月31日 |
| 2010年 | 7月26日 | 無      |
| 2011年 | 7月21日 | 8月2日  |
| 2012年 | 7月27日 | 無      |
| 2013年 | 7月22日 | 8月3日  |
| 2014年 | 7月29日 | 無      |
| 2015年 | 7月24日 | 8月5日  |
| 2016年 | 7月30日 | 無      |
| 2017年 | 7月25日 | 8月6日  |
| 2018年 | 7月20日 | 8月1日  |
| 2019年 | 7月27日 | 無      |
| 2020年 | 7月21日 | 8月2日  |
| 2021年 | 7月28日 | 無      |
| 2022年 | 7月23日 | 8月4日  |
| 2023年 | 7月30日 | 無      |
| 2024年 | 7月24日 | 8月5日  |
| 2025年 | 7月19日 | 7月31日 |
| 2026年 | 7月26日 | 無      |
| 2027年 | 7月21日 | 8月2日  |
| 2028年 | 7月27日 | 無      |
| 2029年 | 7月22日 | 8月3日  |
| 2030年 | 7月29日 | 無      |

## 鰻魚

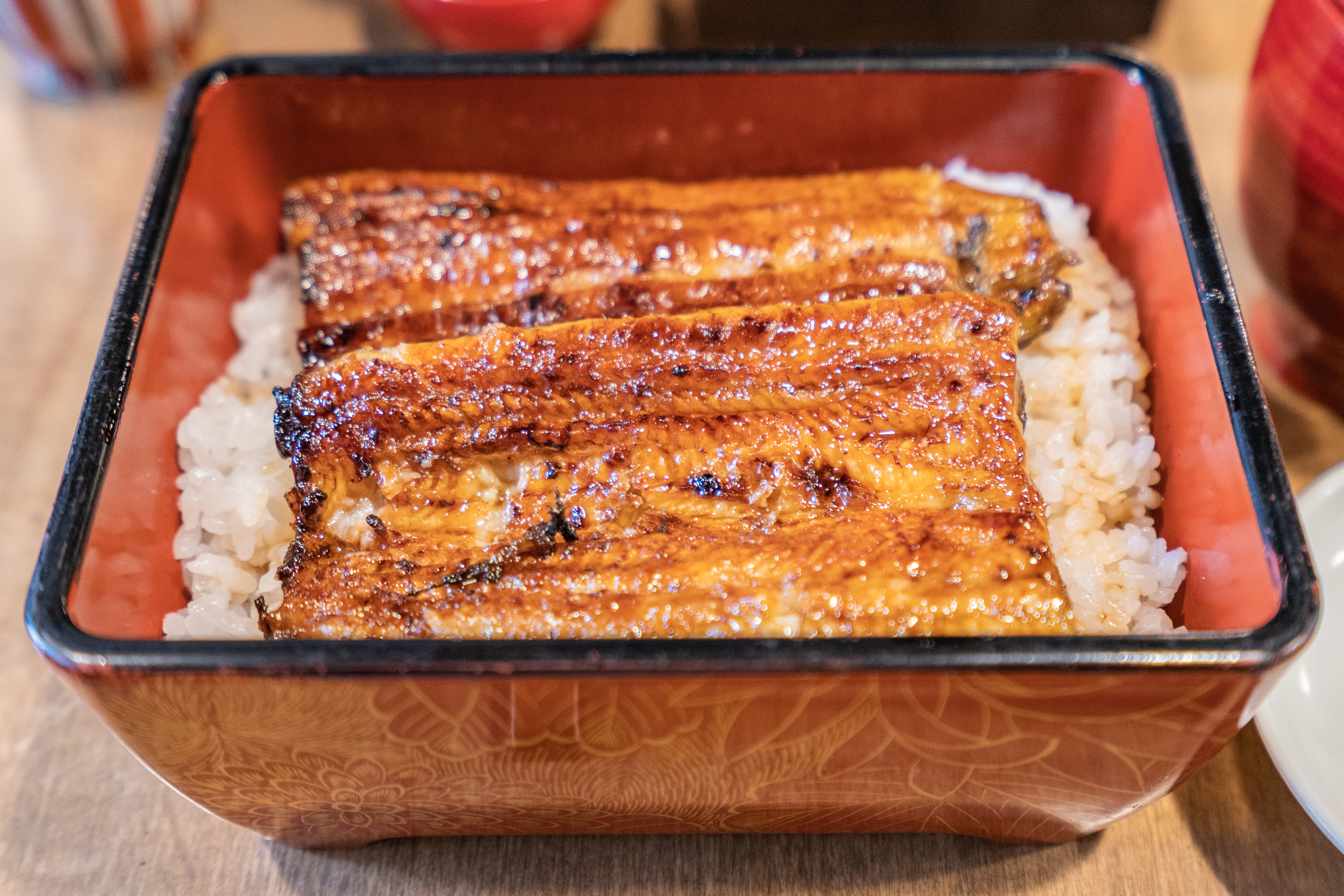
蒲燒鰻

日本在土用丑日食用鰻魚的習慣始於江戶時代安永、天明年間（1772年－1788年）。

### 由來
食鰻習慣的由來有諸說，其中以讚岐國出身的平賀源內發案之說最有名，也是通說。據說某個生意不佳的鰻魚店主，和源內商談如何在夏季銷售賣不出去的鰻魚。源內建議店主在店頭張貼「本日丑之日」，結果銷售狀況大好。此後，其他鰻魚店也依樣模仿，土用丑日食鰻就逐漸成為一種習慣。其他尚有春木屋善兵衛說、蜀山人說等。

## 其他風習
- 黃瓜加持（日语：きゅうり加持）
- 石田散藥
- 湯田上温泉

## 類似節日
- 寒之土用丑日（日语：寒の土用の丑の日）

## 脚注
1. ↑  青山白峰，《明和誌》 文政5年（1822年－1823年）

## 外部連結
- 土用丑日鰻魚節由來 （页面存档备份，存于）
- 土用の丑はなぜウナギ（板前屋炭烤鰻魚飯）